# Peter Wohlleben
Peter Wohlleben   (Bonn, 1964) és un guardabosc alemany i un divulgador de qüestions ecològiques que ha defensat la sensibilitat del món vegetal. És l'autor de La vida secreta dels arbres, un best-seller de The New York Times que es va publicar en català l'any 2020.

## Trajectòria
Després de graduar-se a l'escola forestal de Rottenburg am Neckar, el 1987 va començar a treballar com a guardaboscs a Renània-Palatinat i es va interessar pels danys causats per tècniques com la tala d'arbres madurs i l'ús d'insecticides. Professionalment, Wohlleben gestiona una fageda del municipi de Hümmel.
Wohlleben defensa el benestarisme. Ha argumentat de manera controvertida que les plantes senten dolor i ha afirmat que «està bé menjar plantes. Està bé menjar carn, tot i que soc vegetarià. Encara que les plantes siguin conscients del que estan fent, està bé menjar-se-les perquè si no ens morirem. I tenim dret a sobreviure».
Wohlleben va començar a publicar llibres de divulgació científica sobre ecologia i gestió forestal el 2007. El llibre La vida secreta dels arbres va aparèixer en una portada de Der Spiegel i a la seva llista de llibres més venuts. Aquesta obra introdueix els lectors al món dels arbres i a la forma com s'intercanvien nutrició i senyals. El llibre va ser criticat per alguns biòlegs per utilitzar un llenguatge marcadament antropomòrfic i teleològic, com ara considerar que els arbres són uns amics que senten por, amor i dolor. Se n'ha dit que conté un «conglomerat de mitges veritats, judicis esbiaixats i il·lusions». La vida secreta dels animals, publicat en català l'any 2022, conté quaranta-un capítols breus amb exemples d'animals que mostren emocions com el coratge, el desig, el dolor, l'amor o el penediment.
La pel·lícula documental Intelligent trees inclou diverses observacions de Wohlleben, que apareix al costat de Suzanne Simard, una professora d'ecologia forestal a la Universitat de Colúmbia Britànica que des de 1997 fa recerca sobre les interaccions entre els arbres a través de xarxes micorrizes.

## Obres traduïdes al català
- La vida secreta dels arbres. Lidia Álvarez (trad.). Valls: Cossetània, 2020. ISBN 9788490348901.
- El batec del bosc: el vincle secret entre els éssers humans i la natura. Lidia Álvarez (trad.). Valls: Cossetània: 2021. ISBN 9788413560106.
- L’intens respirar dels arbres: de quina manera els arbres aprenen a fer front al canvi climàtic i com ens poden salvar els boscos, si els deixem. Laura Patricio (trad.). Valls: Cossetània: 2022. ISBN 9788413562087.
- La vida secreta dels animals: amor, dol, empatia: una mirada sorprenent a un món desconegut. Joan Ferrarons (trad.). Valls: Cossetània, 2022. ISBN 9788413561820.
- La xarxa secreta de la natura: de quina manera els arbres creen els núvols i com els cucs de terra intervenen en la regulació dels senglars. Laura Patricio (trad.). Valls: Cossetània: 2023. ISBN 9788413562872.
- Saps on són els arbretons? Joan Ferrarons (trad.). Valls: Cossetània, 2023. ISBN 9788413562506.